# Коэндзи (станция)
Станция Коэндзи (яп. 高円寺駅 ко:эндзи эки) — железнодорожная станция на линиях Тюо и Тюо-Собу, расположенная в специальном районе Сугинами, Токио. Станция была открыта 15 июля 1922 года.

## Планировка станции
Две платформы островного типа и четыре пути.
| 1 | ■Линия Тюо-Собу     | Митака                        |
| 2 | ■Линия Тюо-Собу     | Синдзюку・Тиба・○Линия Тодзай |
| 3 | ■Линия Тюо (Скорая) | Татикава・Хатиодзи・Такао     |
| 4 | ■Линия Тюо (Скорая) | Накано・Синдзюку・Токио       |

## Близлежащие станции
| «      |  | Линия                            |  | »      |
| ------ |  | -------------------------------- |  | ------ |
| Накано |  | Линия Тюо (Скорая, только будни) |  | Асагая |
| Накано |  | Линия Тюо-Собу                   |  | Асагая |